# Blair Atholl
Blair Atholl est un petit village du Perthshire et de la région historique de l'Atholl en Écosse. Les ducs d'Atholl y ont leur résidence au château de Blair.
Depuis 1946, Blair Atholl accueille tous les deux ans une « jamborette » de scouts écossais et internationaux.